# Tarantule (novela)
Tarantule (Mygale) je kriminální novela Thierryho Jonqueta. První vydání ve Francii roku 1984 a v USA v roce 2003. V České republice roku 2005 nakladatelstvím Euromedia Group, přeložila Michala Marková.
Stejnojmenná knížka obsahuje dva příběhy Tarantule a Uvězněná paměť.

## Obsah
Příběhem provází tři hlavní postavy. Richard Lanfarguem, tajemný plastický chirurg, který drží milenku Evu zavřenou ve své vile. Další postava Alex Barny se schovává před policií, protože vykradl banku. Je hledaný, tak se rozhodne změnit vzhled svého obličeje. Kontaktuje známého plastického chirurga Richarda Lafargea. Ten se zákrokem souhlasí a domluví si, kdy Alex přijede k němu domů. V průběhu děje je také popisován únos Vincenta Moreau, který znásilnil dceru Vivian onoho chirurga. Ten s velkou chutí pomsty využije jeho povolání coby plastického chirurga. Zprvu Vincenta mučí, poté ho začne hýčkat. Začíná to obyčejnými věcmi – časopisy, televize, přestěhování ze sklepa do vlastního pokoje atd. Vincent je nakonec tak ochočený, že spolu s Richardem k sobě cítí naprostou důvěru. Během příběhu se dozvídáme, nepřímou cestou, že Richardova milenka je přeoperovaný Vincent.
Vyvrcholení přichází, když Alex Barny přijede do Richardova sídla. Ten se ale nenachází doma, a tak se potká Eva s Alexem. Eva ho hned pozná. Byl to on, kdo mu – tenkrát Vincentovi – pomohl znásilnit Vivian. Eva mu vše řekne; že Richard Lafageum je otec onehdy znásilněné dívky. O operaci změně pohlaví a o tom, jak jí chirurg držel celou dobu pod zámkem.
To celé končí tím, že Richard zastřelí Alexe, poté podá pistoli Evě a ta pistol upustí. Jde do svého pokoje, porozhlídne se a vrátí se zpět do chodby k Richardovi. Sedne si k němu a řekne mu: „Pojď, přece tu mrtvolu nemůžeme nechat tady…“

## Postavy
- Richard Lafargeum – pomstychtivý, chytrý a úspěšný chirurg
- Eva – Richardova milenka, přeoperovaný muž Vincent, který znásilnil Vivian
- Alex Barny – hledaný lupič, za vykradenou banku, spolupachatel při znásilnění Vivian
- Vivian Lafargeum – znásilněná dívka; později psychicky narušená, po znásilnění pobývá v blázinci